# Episodi di Balki e Larry - Due perfetti americani (quinta stagione)
La quinta stagione della serie televisiva Balki e Larry - Due perfetti americani è stata trasmessa in anteprima negli Stati Uniti d'America dalla ABC tra il 22 settembre 1989 e il 4 maggio 1990.
| nº | Titolo originale            | Titolo italiano | Prima TV USA      | Prima TV Italia |
| -- | --------------------------- | --------------- | ----------------- | --------------- |
| 1  | Good Skates                 |                 | 22 settembre 1989 |                 |
| 2  | Lie-Ability                 |                 | 29 settembre 1989 |                 |
| 3  | The Newsletter              |                 | 6 ottobre 1989    |                 |
| 4  | Tooth or Consequences       |                 | 13 ottobre 1989   |                 |
| 5  | Dog Day Mid-Afternoon       |                 | 20 ottobre 1989   |                 |
| 6  | Poetry in Motion            |                 | 3 novembre 1989   |                 |
| 7  | Father Knows Best? (Part 1) |                 | 10 novembre 1989  |                 |
| 8  | Father Knows Best? (Part 2) |                 | 17 novembre 1989  |                 |
| 9  | Hello Ball                  |                 | 24 novembre 1989  |                 |
| 10 | Almost Live from Chicago    |                 | 1º dicembre 1989  |                 |
| 11 | Home Movies                 |                 | 8 dicembre 1989   |                 |
| 12 | Everybody in the Pool       |                 | 15 dicembre 1989  |                 |
| 13 | Because They're Cousins     |                 | 5 gennaio 1990    |                 |
| 14 | Disorderly Orderlies        |                 | 12 gennaio 1990   |                 |
| 15 | The Selling of Mypos        |                 | 26 gennaio 1990   |                 |
| 16 | Nightmare Vacation          |                 | 2 febbraio 1990   |                 |
| 17 | Three's a Crowd             |                 | 9 febbraio 1990   |                 |
| 18 | A Blast from the Past       |                 | 16 febbraio 1990  |                 |
| 19 | He's the Boss               |                 | 23 febbraio 1990  |                 |
| 20 | Here Comes the Judge        |                 | 9 marzo 1990      |                 |
| 21 | This Old House              |                 | 30 marzo 1990     |                 |
| 22 | Bye Bye Birdie              |                 | 13 aprile 1990    |                 |
| 23 | Digging Up the News         |                 | 27 aprile 1990    |                 |
| 24 | Eyewitless Report           |                 | 4 maggio 1990     |                 |